# Frag
Frag è un termine utilizzato nei videogiochi, principalmente di tipo sparatutto in prima persona, in modalità deathmatch. Il numero di frag di un giocatore indica quanti avversari ha ucciso durante quella sessione di gioco. Il numero si riferisce solo agli avversari eliminati dai giocatori e non per altre cause (come cadere da troppo in alto o uccidersi). Da "Frag" deriva il verbo "fragging", usato molto spesso dai videogiocatori. Il termine, derivato dal gergo militare ("ucciso da una granata a frammentazione", cioè una fragmentation grenade), è stato probabilmente utilizzato per la prima volta nel videogioco Doom; è anche spesso utilizzato nei fumetti di Lobo.

## Telefrag
Telefrag è il termine usato per ciò che accade quando un personaggio viene teletrasportato sullo stesso posto in cui risiede un altro personaggio. In alcuni giochi, se il teleportante si sposta nella posizione dell'oggetto destinazione ne causa la distruzione in maniera violenta e caotica a prescindere dall'ammontare di salute e punti armatura. Questa particolare tecnica è difficile da eseguire ma permette di risparmiare munizioni. In Unreal Tournament, per esempio, il dispositivo chiamato "traslocatore" usato per teletrasportarsi non richiede alcuna munizione e può essere usato per compiere telefrag.